# Lhoumois
Lhoumois est une commune du centre-ouest de la France située dans le département des Deux-Sèvres en région Nouvelle-Aquitaine.

## Géographie
La commune de Lhoumois est limitée à l'ouest par le Thouet, un affluent de la Loire.
Le bourg de Lhoumois, traversé par la route départementale 121, se situe en distances orthodromiques, douze kilomètres au nord-est de Parthenay et seize kilomètres au sud d'Airvault.

### Climat
Pour des articles plus généraux, voir Climat de la Nouvelle-Aquitaine et Climat des Deux-Sèvres.
Historiquement, la commune est exposée à un climat océanique du nord-ouest.  
En 2020, Météo-France publie une typologie des climats de la France métropolitaine dans laquelle la commune est dans une zone de transition entre le climat océanique et le climat océanique altéré et est dans la région climatique  Poitou-Charentes, caractérisée par un bon ensoleillement, particulièrement en été et des vents modérés.
Pour la période 1971-2000, la température annuelle moyenne est de 11,7 °C, avec une amplitude thermique annuelle de 14,6 °C. Le cumul annuel moyen de précipitations est de 795 mm, avec 12,1 jours de précipitations en janvier et 7 jours en juillet. Pour la période 1991-2020, la température moyenne annuelle observée sur la station météorologique la plus proche, située sur la commune de Thénezay à 7,17 km à vol d'oiseau, est de 12,3 °C et le cumul annuel moyen de précipitations est de 649,3 mm,. Pour l'avenir, les paramètres climatiques de la commune estimés pour 2050 selon différents scénarios d’émission de gaz à effet de serre sont consultables sur un site dédié publié par Météo-France en novembre 2022.

## Urbanisme

### Typologie
Au 1er janvier 2024, Lhoumois est catégorisée commune rurale à habitat très dispersé, selon la nouvelle grille communale de densité à sept niveaux définie par l'Insee en 2022.
Elle est située hors unité urbaine. Par ailleurs la commune fait partie de l'aire d'attraction de Parthenay, dont elle est une commune de la couronne,. Cette aire, qui regroupe 26 communes, est catégorisée dans les aires de moins de 50 000 habitants,.

### Occupation des sols
L'occupation des sols de la commune, telle qu'elle ressort de la base de données européenne d’occupation biophysique des sols Corine Land Cover (CLC), est marquée par l'importance des territoires agricoles (86,8 % en 2018), une proportion identique à celle de 1990 (86,8 %). La répartition détaillée en 2018 est la suivante : 
zones agricoles hétérogènes (33,3 %), terres arables (33 %), prairies (20,5 %), forêts (10,6 %), milieux à végétation arbustive et/ou herbacée (2,6 %). L'évolution de l’occupation des sols de la commune et de ses infrastructures peut être observée sur les différentes représentations cartographiques du territoire : la carte de Cassini (XVIIIe siècle), la carte d'état-major (1820-1866) et les cartes ou photos aériennes de l'IGN pour la période actuelle (1950 à aujourd'hui).

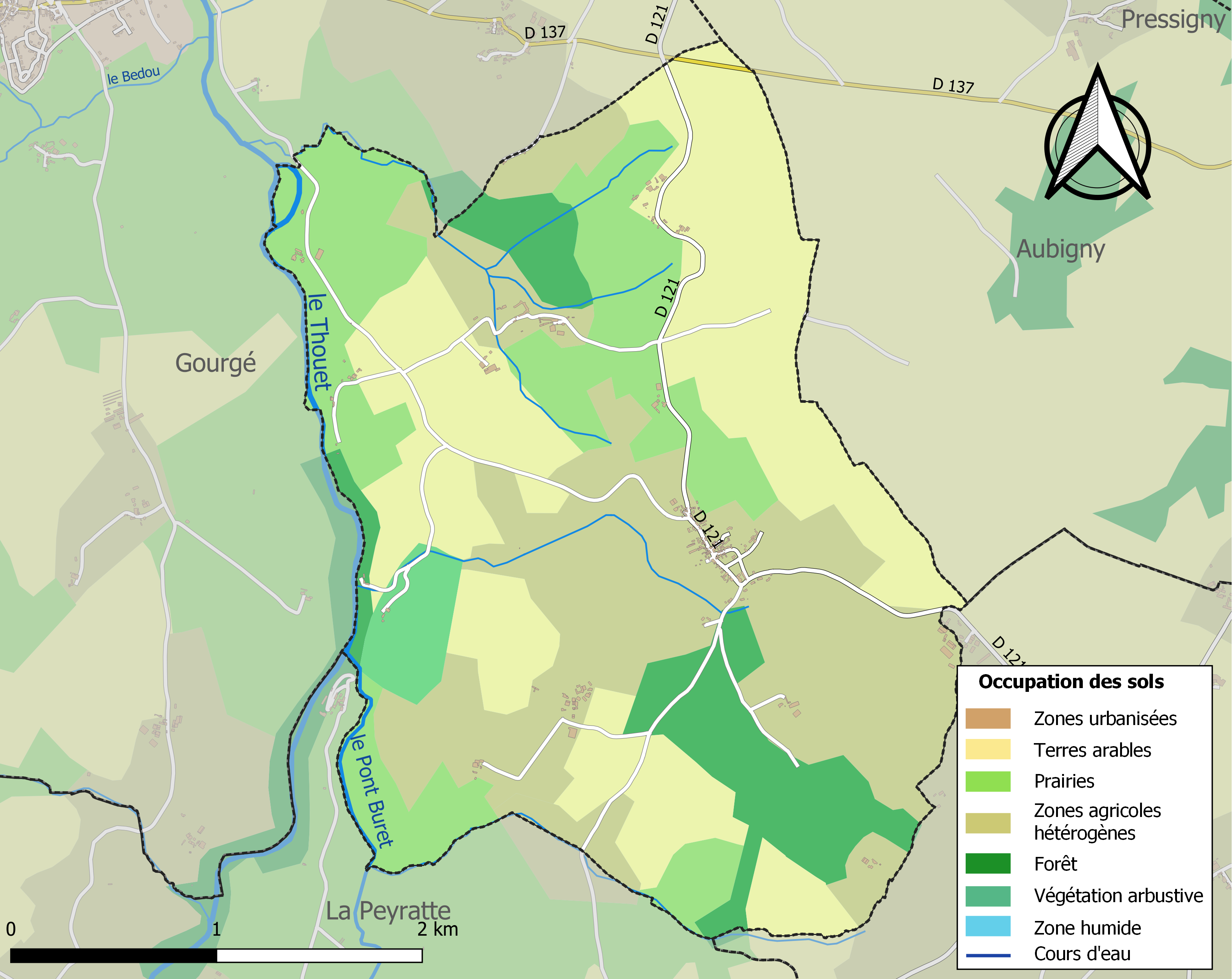
Carte des infrastructures et de l'occupation des sols de la commune en 2018 (CLC).

### Risques majeurs
Le territoire de la commune de Lhoumois est vulnérable à différents aléas naturels : météorologiques (tempête, orage, neige, grand froid, canicule ou sécheresse), inondations, mouvements de terrains et séisme (sismicité modérée). Il est également exposé à un risque particulier : le risque de radon. Un site publié par le BRGM permet d'évaluer simplement et rapidement les risques d'un bien localisé soit par son adresse soit par le numéro de sa parcelle.

#### Risques naturels
Certaines parties du territoire communal sont susceptibles d’être affectées par le risque d’inondation par débordement de cours d'eau, notamment le Thouet et le Pont Buret. La commune a été reconnue en état de catastrophe naturelle au titre des dommages causés par les inondations et coulées de boue survenues en 1982, 1983, 1999 et 2010,. Le risque inondation est pris en compte dans l'aménagement du territoire de la commune par le biais du plan de prévention des risques inondation (PPRI) de la « Vallée du Thouet », approuvé le 13 novembre 2008, dont le périmètre regroupe 22 communes.

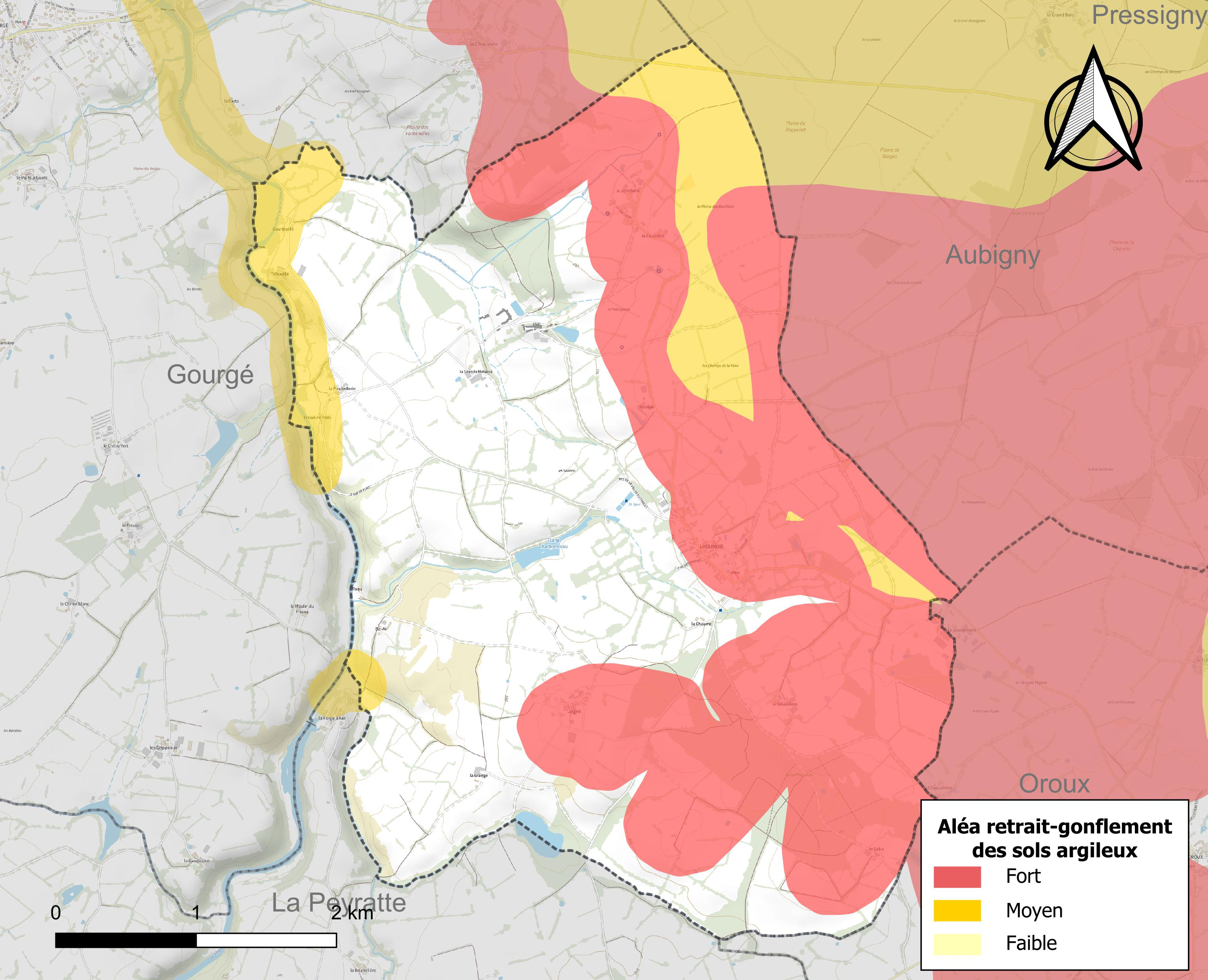
Carte des zones d'aléa retrait-gonflement des sols argileux de Lhoumois.

Les mouvements de terrains susceptibles de se produire sur la commune sont des tassements différentiels. Le retrait-gonflement des sols argileux est susceptible d'engendrer des dommages importants aux bâtiments en cas d’alternance de périodes de sécheresse et de pluie. 51,8 % de la superficie communale est en aléa moyen ou fort (54,9 % au niveau départemental et 48,5 % au niveau national). Depuis le 1er octobre 2020, en application de la loi ELAN, différentes contraintes s'imposent aux vendeurs, maîtres d'ouvrages ou constructeurs de biens situés dans une zone classée en aléa moyen ou fort,.
La commune a été reconnue en état de catastrophe naturelle au titre des dommages causés par des mouvements de terrain en 1999 et 2010.

#### Risque particulier
Dans plusieurs parties du territoire national, le radon, accumulé dans certains logements ou autres locaux, peut constituer une source significative d’exposition de la population aux rayonnements ionisants. Selon la classification de 2018, la commune de Lhoumois est classée en zone 3, à savoir zone à potentiel radon significatif.

## Histoire
Sur la carte de Cassini représentant la France entre 1756 et 1789, le village est identifié sous le nom de Lhommois.

## Politique et administration
| Période                                  | Période   | Identité                                                | Étiquette | Qualité                                                                          |
| ---------------------------------------- | --------- | ------------------------------------------------------- | --------- | -------------------------------------------------------------------------------- |
| Les données manquantes sont à compléter. |           |                                                         |           |                                                                                  |
| av. 1897                                 |           | Marquis Henri Aymer de La Chevalerie (1841-1897)        |           | Châtelain de La Roche-Faton Conseiller général du Canton de Thénezay (1889-1897) |
| Les données manquantes sont à compléter. |           |                                                         |           |                                                                                  |
|                                          | 1989      | Guy Boulin                                              |           |                                                                                  |
| 1989                                     | mars 2008 | Marie-Gabrielle du Dresnay (née Aymer de La Chevalerie) | DVD       | Châtelaine de La Roche-Faton                                                     |
| mars 2008                                | 2014      | Renaud du Dresnay                                       |           | Fils de la précédente                                                            |
| 2014                                     | en cours  | Jean Pillot                                             |           |                                                                                  |

## Démographie
L'évolution du nombre d'habitants est connue à travers les recensements de la population effectués dans la commune depuis 1793. Pour les communes de moins de 10 000 habitants, une enquête de recensement portant sur toute la population est réalisée tous les cinq ans, les populations de référence des années intermédiaires étant quant à elles estimées par interpolation ou extrapolation. Pour la commune, le premier recensement exhaustif entrant dans le cadre du nouveau dispositif a été réalisé en 2008.

En 2022, la commune comptait 147 habitants, en évolution de −3,92 % par rapport à 2016 (Deux-Sèvres : +0,18 %, France hors Mayotte : +2,11 %).
| 1793 | 1800 | 1806 | 1821 | 1831 | 1836 | 1841 | 1846 | 1851 |
| ---- | ---- | ---- | ---- | ---- | ---- | ---- | ---- | ---- |
| 290  | 283  | 311  | 358  | 391  | 417  | 420  | 467  | 489  |

| 1856 | 1861 | 1866 | 1872 | 1876 | 1881 | 1886 | 1891 | 1896 |
| ---- | ---- | ---- | ---- | ---- | ---- | ---- | ---- | ---- |
| 469  | 395  | 400  | 426  | 441  | 439  | 446  | 451  | 497  |

| 1901 | 1906 | 1911 | 1921 | 1926 | 1931 | 1936 | 1946 | 1954 |
| ---- | ---- | ---- | ---- | ---- | ---- | ---- | ---- | ---- |
| 452  | 445  | 415  | 353  | 321  | 323  | 340  | 332  | 326  |

| 1962 | 1968 | 1975 | 1982 | 1990 | 1999 | 2006 | 2008 | 2013 |
| ---- | ---- | ---- | ---- | ---- | ---- | ---- | ---- | ---- |
| 308  | 258  | 205  | 182  | 148  | 146  | 141  | 140  | 155  |

| 2018 | 2022 | - | - | - | - | - | - | - |
| ---- | ---- | - | - | - | - | - | - | - |
| 141  | 147  | - | - | - | - | - | - | - |

## Lieux et monuments
- Château de la Roche Faton, XVe et XVIe siècles, inscrit aux monuments historiques depuis 1973[26] ;
- Église Saint-Jean Baptiste.

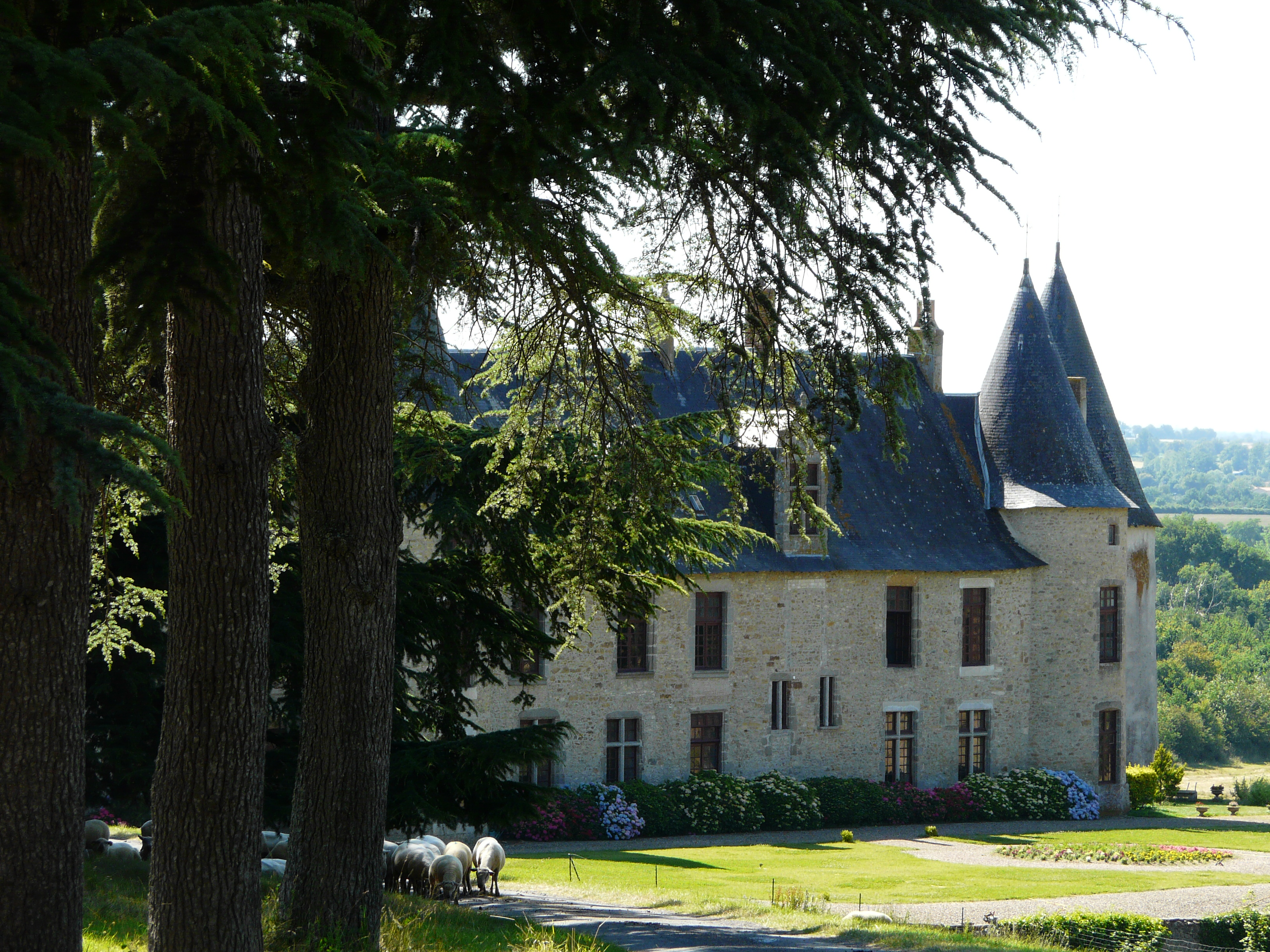
Le château de la Roche Faton.
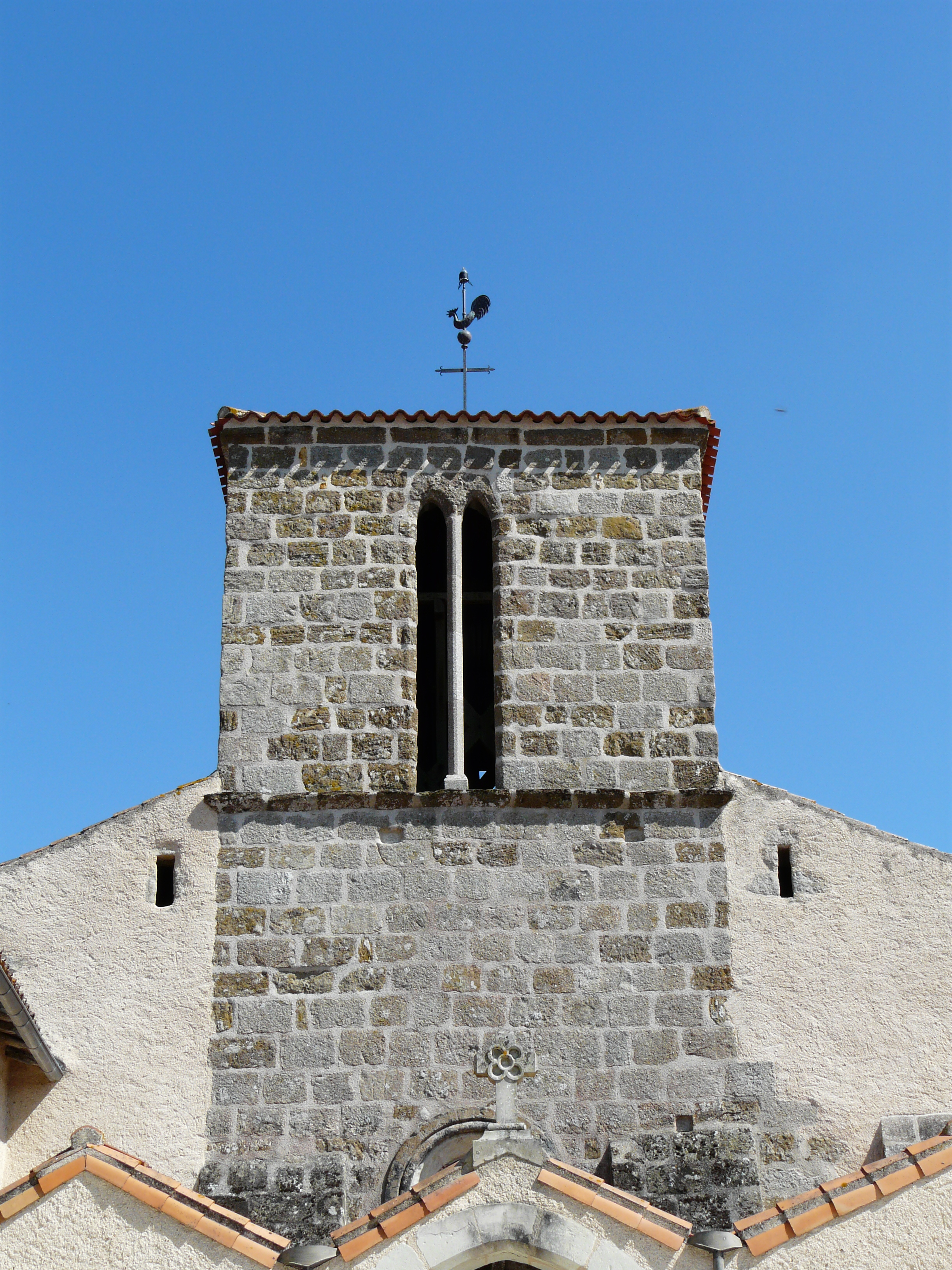
Le clocher de l'église.
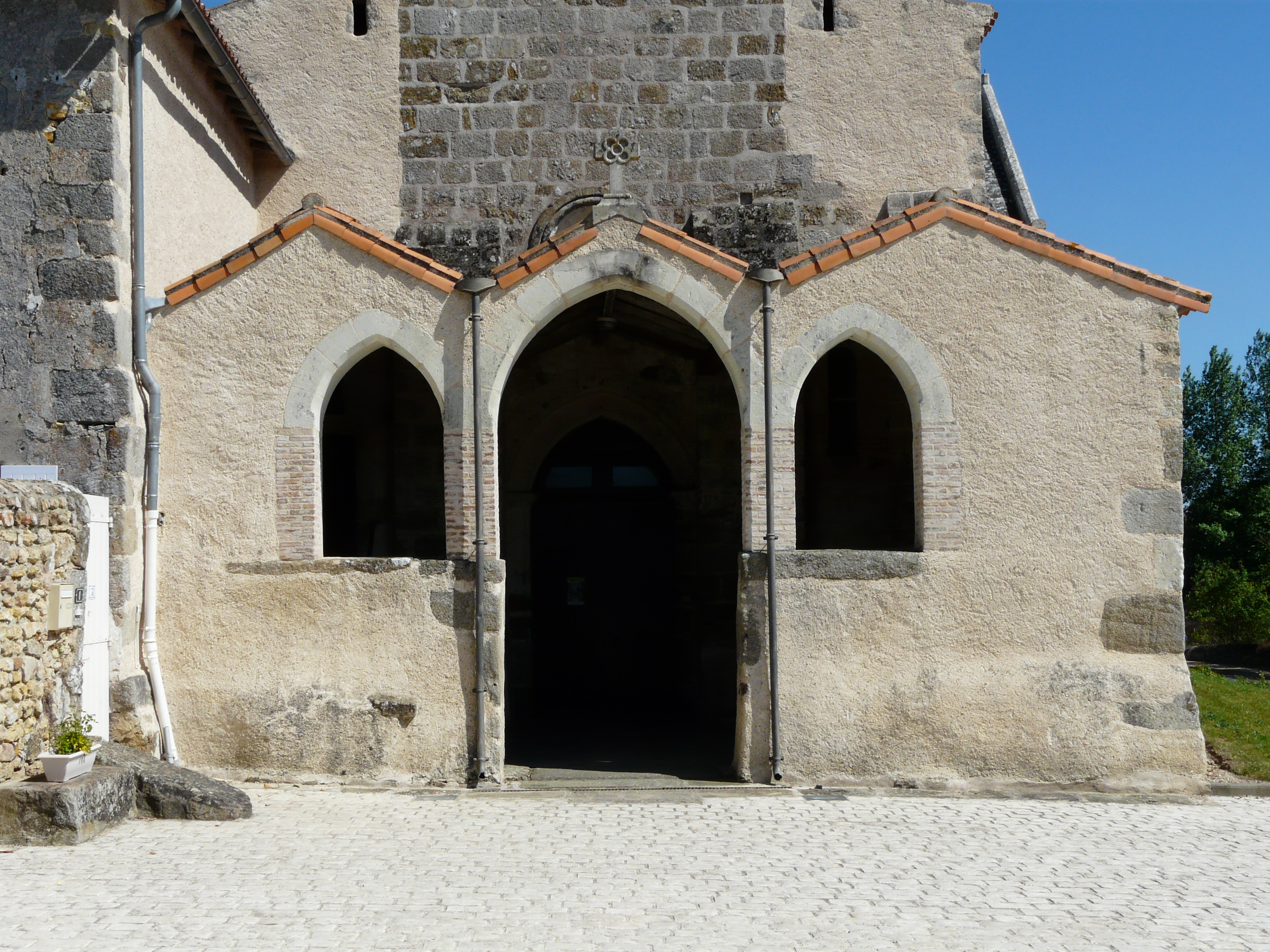
Le porche de l'église.
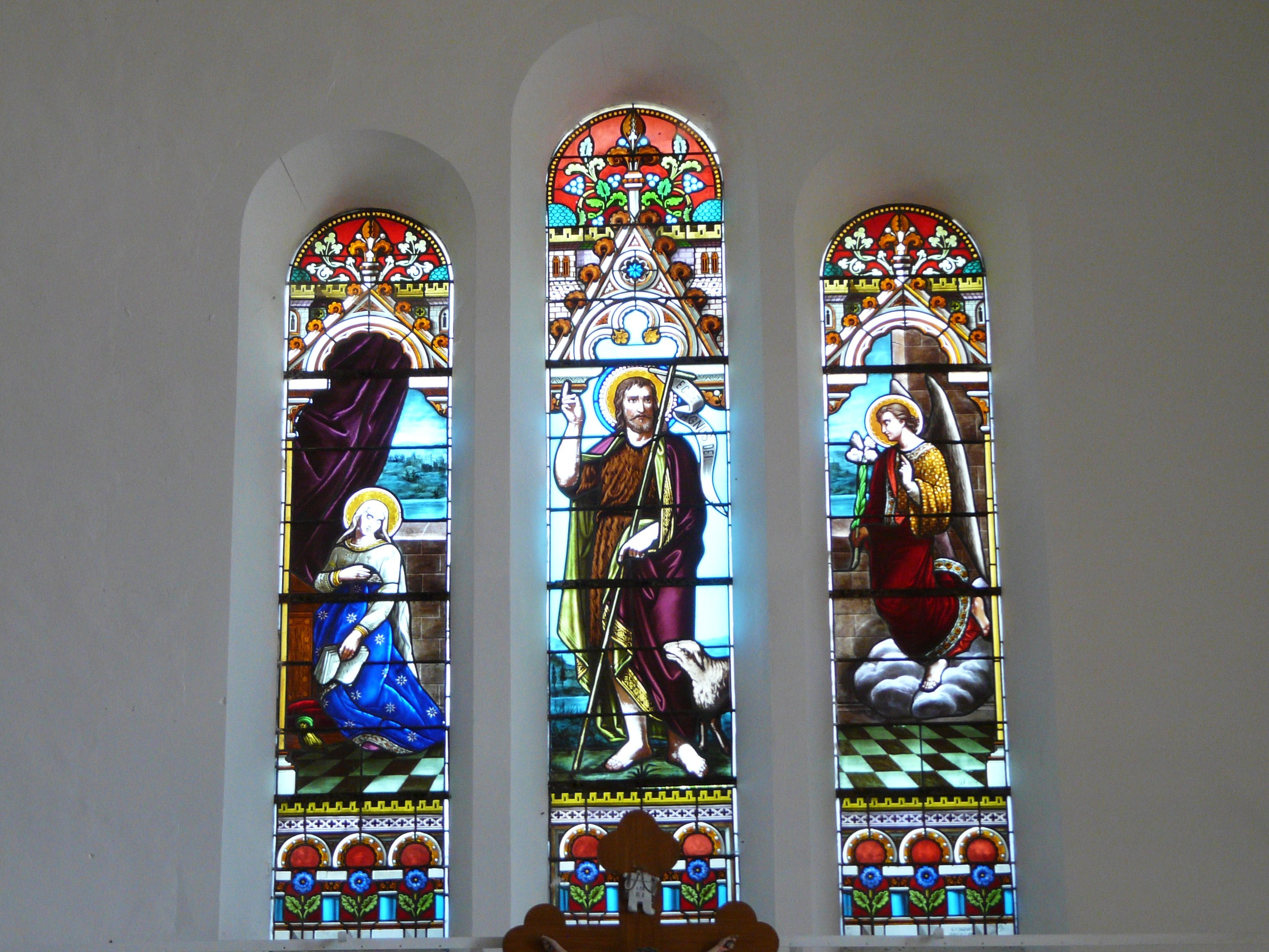
Le triptyque des vitraux du chœur. L'annonciation est représenté sur les vitraux droite et gauche. Au centre, est représenté saint Jean le Baptiste

- Les Jardins du gué : parc floral de quatre hectares, situé sur les bords du Thouet, et constitué de sept jardins, près de 2 000 variétés de plantes, labellisé Jardin remarquable en 2013[27]. Le parc est situé au lieu-dit le Gué de Flais : un gué permet de franchir la rivière en cet endroit.

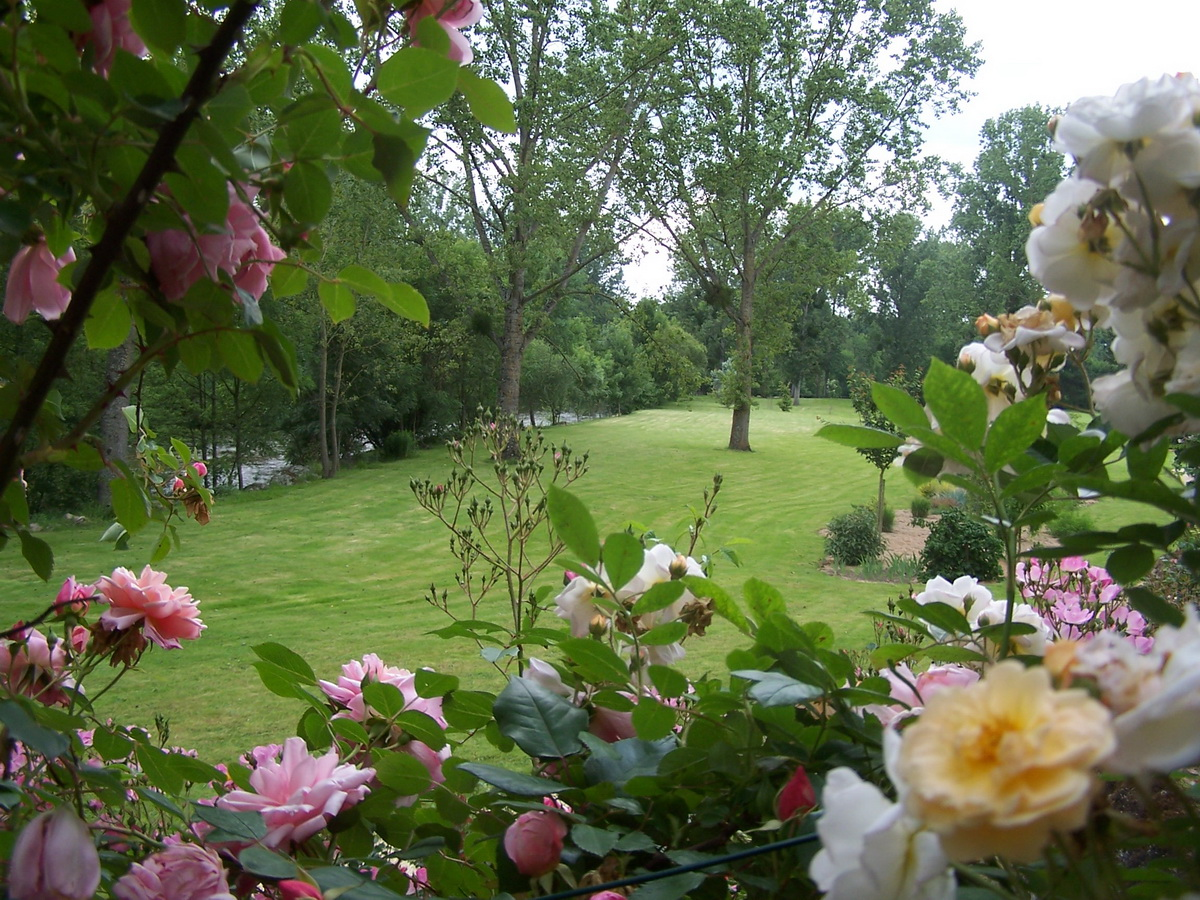
Une perspective sur l'un des sept jardins, le Jardin des Voyageurs.
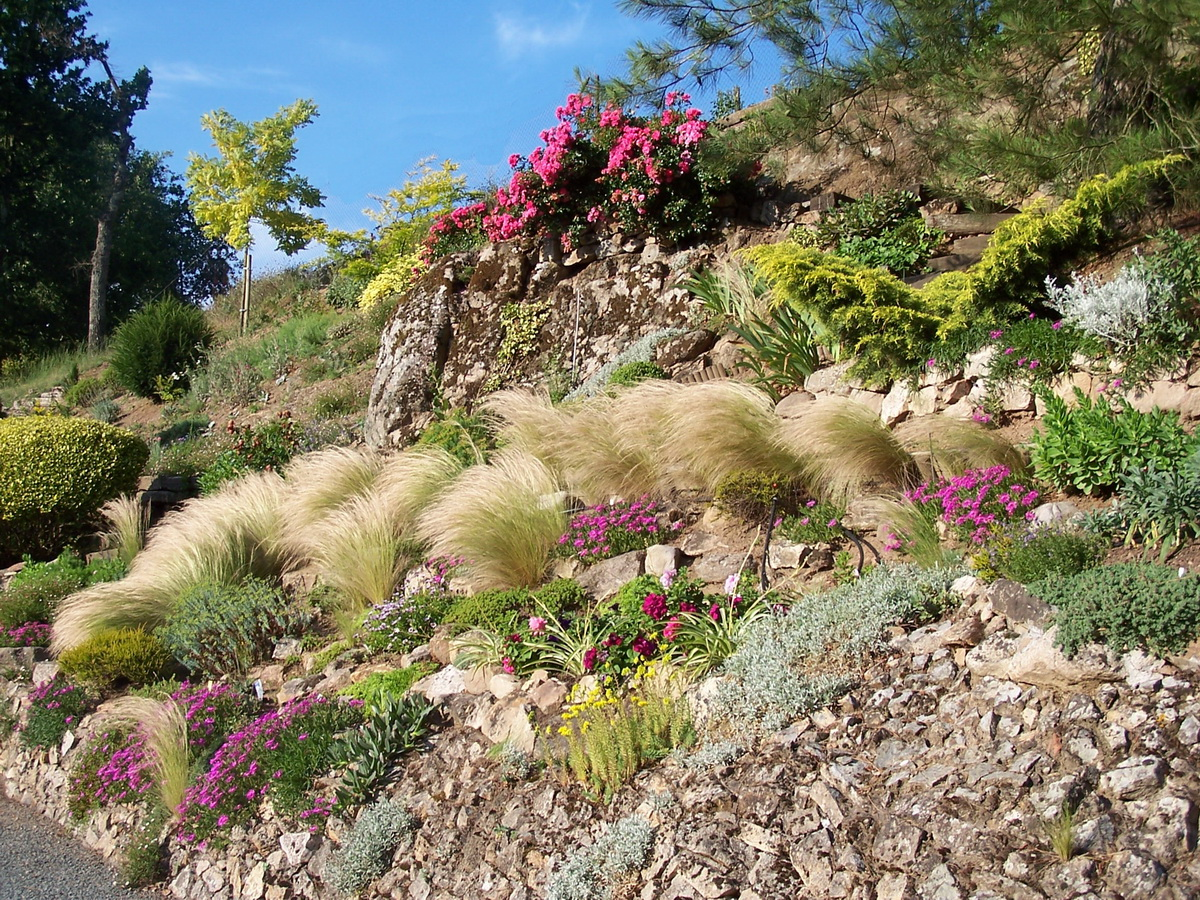
Vue sur une partie du Jardin des Braves.
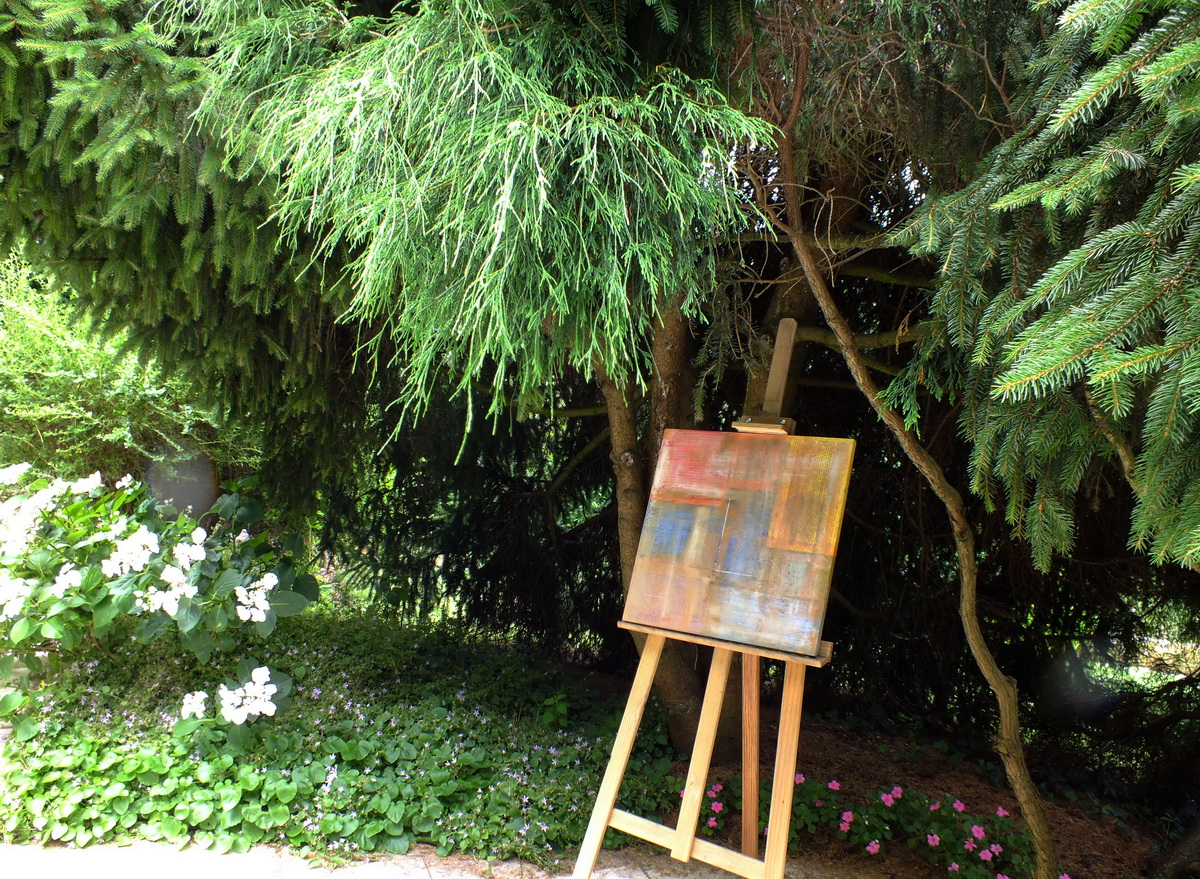
Un des aspects du Jardin des Arts.
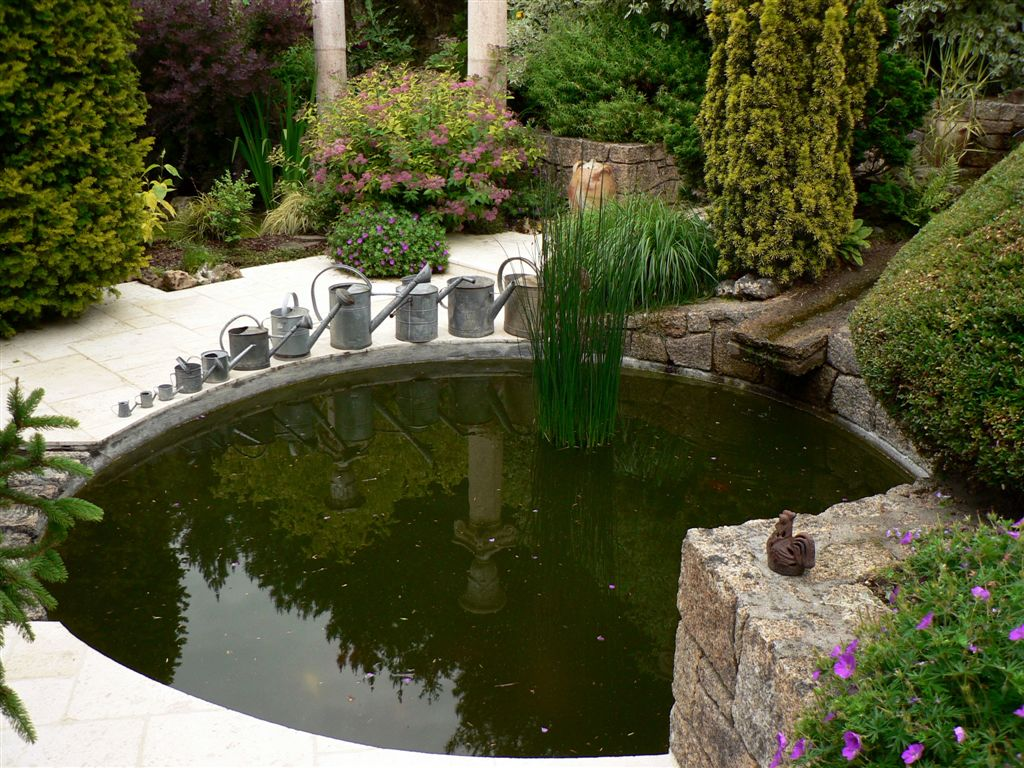
Le jardin florentin.

## Personnalités liées à la commune
Charles d'Autichamp (1770 - 1859), célèbre général vendéen qui combattit pour la liberté religieuse, décédé au château de la Roche Faton à Lhoumois.